# Discosoma carlgreni
Discosoma carlgreni är en korallart som först beskrevs av Watzl 1922.  Discosoma carlgreni ingår i släktet Discosoma och familjen Discosomatidae. Inga underarter finns listade i Catalogue of Life.